# Emily N. Wabuyele
Emily N. Wabuyele est une botaniste.

## Noms publiés
En tant que taxonomiste, Emily Wabuyele a décrit huit nouvelles espèces ; 
- Adansonia kilima Pettigrew, K.L.Bell, Bhagw., Grinan, Jillani, Jean Mey. Wabuyele  (2012). =  Adansonia digitata L.
- Aloe archeri subsp. tugenensis (L.E.Newton & Lavranos) Wabuyele   (2006).
- Aloe macrocarpa subsp. wollastonii (Rendle) Wabuyele, (2006).
- Aloe nordaliae Wabuyele   (2006).
- Aloe secundiflora var. tweediae (Christian) Wabuyele    (2006).
- Aloe sobolifera (S.Carter) Wabuyele    (2006).
- Aloe uncinata L.E.Newton & Wabuyele  (2018).
- Aloe zygorabaiensis L.E.Newton & Wabuyele  (2018).